# Судек, Йозеф
Йозеф Судек (чеш. Josef Sudek; 17 марта 1896, Колин, Австро-Венгрия — 15 сентября 1976, Прага) — чешский фотограф. Представитель направления субъективной фотографии.

## Биография
Йозеф Судек родился 17 марта 1896 года в Колине (Австро-Венгрия). В трехлетнем возрасте потерял отца.
В 1910 году приехал в Прагу. С 1913 года занимался любительской фотографией. Во время Первой мировой войне в 1915 году был призван в венгерскую армию, воевал на Итальянском фронте, после серьёзного ранения потерял правую руку. Учился фотоискусству у Яромира Функе, начинал в манере, близкой к пикториализму. В 1924 году стал одним из основателей Чешского фотографического общества. В 1927—1936 годах работал в издательстве Družstevní práce. Среди его друзей были видные художники Эмиль Филла, Франтишек Тихий.
С 1974 году работы Судека выставлялись за рубежом (Рочестер, Нью-Йорк, Лондон и др.). Выпустил свыше 20 альбомов.
Некролог Судека написал Ярослав Сейферт.

## Творчество
Известен портретами, натюрмортами и особенно фотографиями Праги.

## Признание

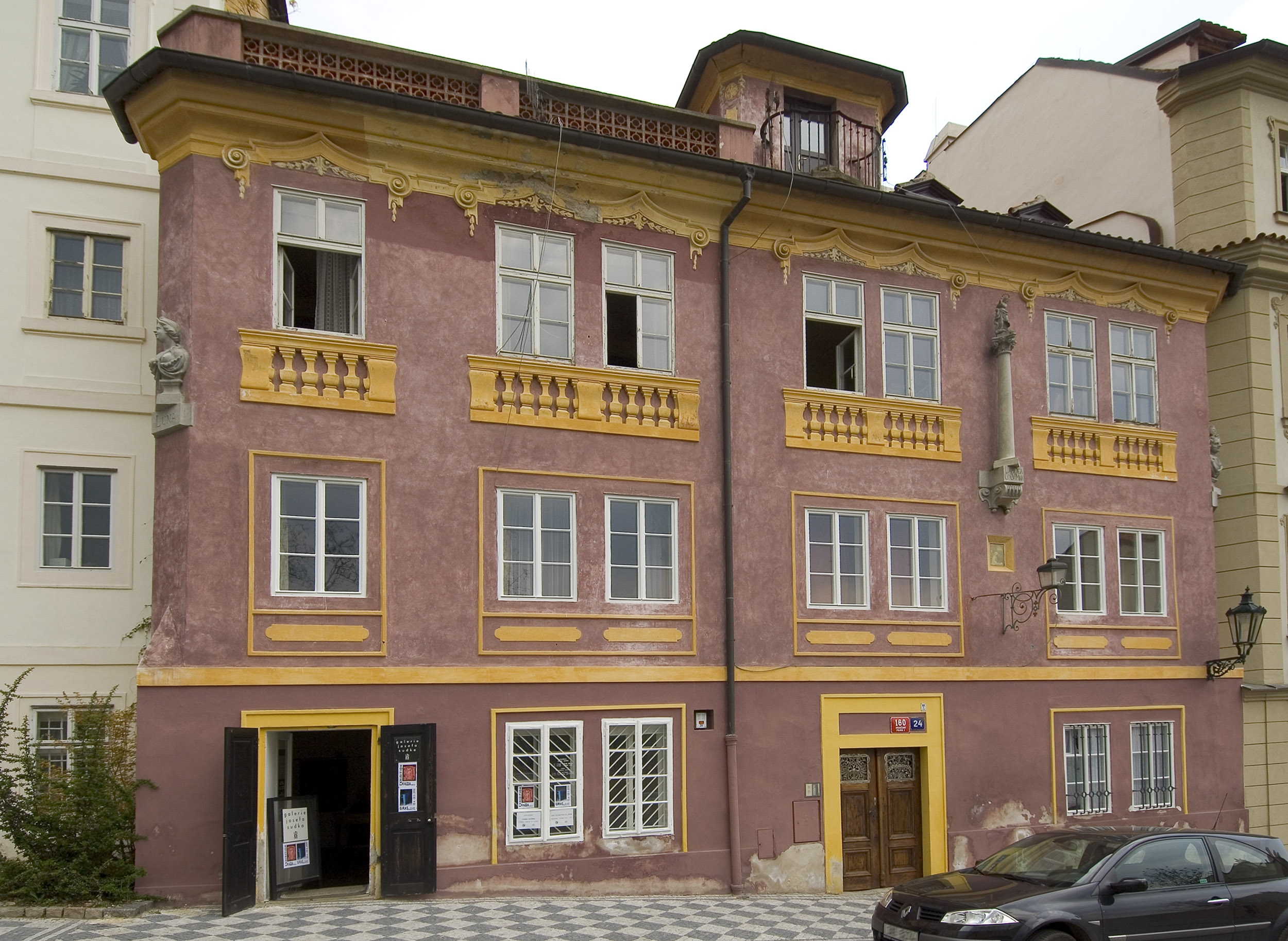
Галерея Судека в Градчанах

Премия Праги (1954, 1961). Именем фотографа назван астероид 4176. К столетию Судека и двадцатилетию его смерти была выпущена почтовая марка с портретом мастера.
В 1961 году присвоено звание Заслуженного деятеля искусств, а в 1966 году награждён орденом Труда.
В 1984 году Судек был посмертно включён в Международный зал славы и музей фотографии в Сент-Луисе.
В 2010 году на аукционе Сотбис в Париже работа Судека 1952 года была продана за 300 750 евро.